# 質子
質子（英語：Proton，日韓漢字稱作陽子、陽性子），是一種帶有1个單位电荷正電的穩定強子，通常標記為 
p
,
p+
或H+
。每個原子的原子核內部至少會含有一個質子，質子的數量稱為原子序數；另外，原子核內部還可能含有中子，這些質子與中子都被稱為核子。由於每種元素的原子都含有獨特數量的質子，每種元素具有獨特的原子序數。
在粒子物理學的現代標準模型裡，質子是由兩個上夸克與一個下夸克組成的強子。夸克的靜質量只貢獻出大約1%質子質量，剩餘的質子質量主要源自於夸克的動能與綑綁夸克的膠子場的能量。:21-22
因為質子是由三個夸克組成，質子不是基本粒子，質子具有物理尺寸，但這尺寸並不能完美良好定義，由於質子的表面很模糊，因為這表面是由作用力的影響來定義，而這作用力不會突然終止。質子的半徑（更仔細地說，電荷半徑）大約為0.84–0.87飛米。
自由質子是不與其它核子或電子結合在一起的質子。自由質子很穩定，尚未被觀察到自發衰變成其它種粒子。質子與電子之間會相互親和，但當能量或溫度高到足以將質子與電子分離之時，就可以自然地找到自由質子。在等離子體裡，溫度非常高，質子無法與電子結合在一起，因此自由質子可以存在。在太空裡，傳播了星際距離的宇宙線，其成分有90%是具有高能量與高動量的自由質子。自由中子不穩定，會進行衰變，這過程的產物是質子、電子與反中微子。

## 物理性質
質子是自旋為½的費米子，是由三個夸克組成，因此是一種重子。在這三個夸克之中，有兩個是上夸克，一個是下夸克，它們被由膠子傳遞的強相互作用綑綁在一起。:214:21-22從現代角度來看，更仔細地說明，質子是由三個價夸克（兩個上夸克，一個下夸克）、膠子與短暫存在的海夸克對組成。
質子的正電荷呈指數遞減分佈，離質心越遠，密度越低，方均根半徑約為0.8飛米。:155
在原子核裡的質子與中子都被稱為核子，它們被核力綑綁在原子核內部。
氫元素的原子核只有一個質子；在它的所有同位素之中，最常見的是氫-1，符號為1H或「H」，它的原子核不含有任何中子，是個孤寂的質子。另外還有兩種較重的天然同位素，重氫2H或D與超重氫3H或T，它們的原子核分別擁有一個與兩個中子。所有其它種元素的原子核都是由至少兩個質子與各種數量個中子所組成。

### 穩定性
質子極為穩定，不會自行衰變，至今為止，還沒有任何實驗觀察到質子的自發性衰變。但是，在粒子物理學裡，有些大統一理論主張，質子衰變應該會發生，例如，格拉肖-喬吉模型聲稱，對於衰變管道
p+
→
e+
+
π0
，平均壽命低於1032 年，有些理論預測，質子平均壽命低於1036 年
。
在日本的超級神岡探測器完成的實驗，對於衰變成反緲子與中性
π
介子，給出質子平均壽命下限為6.6×1033 年，對於衰變成正子與中性
π
介子，給出質子平均壽命下限為8.2×1033 年。在加拿大的薩德伯里微中子觀測站進行的一項實驗，尋找從氧-16的質子衰變過程所產生的剩餘核子所發射出的伽瑪射線。這實驗建立了質子壽命下限為2.1×1029 年。
通過電子捕獲過程（又稱為逆貝他衰變），
p+
 + 
e−

 → 
n

 + 
ν
e
，質子可以變為中子。對於自由質子，這過程不會自發性發生，必需提供足夠能量。
電子捕獲過程是可逆的。通過貝他衰變，
n
 → 
p
 + 
e−
 + 
ν
e，中子可以變為質子。這是一種常見的放射性衰變。實際而言，自由中子就是按照這模式衰變，平均壽命大約為15分鐘。

### 質量
在量子色動力學裡，使用狹義相對論，可以解釋質子或中子怎樣獲得它所具有的大部分質量。 質子質量大約比組成它的夸克的靜質量還重80–100倍，而膠子的靜質量為零；與在量子色動力學真空裡的夸克靜質量相比，在質子內部的夸克與膠子所擁有的額外能量，貢獻出大約質子質量的99%。質子質量是由移動夸克與移動膠子組成的系統整體所具有的不變質量；在這種系統裡，甚至連零質量粒子的能量仍舊被視為整個系統的靜質量。
當論及組成質子的夸克所呈現的質量時，常會用到兩個術語：「流夸克質量」指的是夸克本身內秉的質量，「組分夸克質量」指的是流夸克質量加上在流夸克四週膠子場的質量:285-286:150-151。這兩種質量通常具有不同數值。質子質量大部分來自於將幾個流夸克結合在一起的膠子。雖然膠子內秉的質量為零，它們具有能量，更具體地，它們具有量子色動力學結合能，這能量貢獻出很大部分的質子質量。質子的三個價夸克的靜質量只貢獻出9.4MeV，而質子質量大約為938MeV，剩餘的質量歸因於膠子的量子色動力學結合能。
質子內部的動力學行為很複雜，因為涉及到夸克與夸克之間的膠子交換，又涉及到夸克與各種真空凝聚體彼此之間的相互作用。晶格量子色動力學可以從理論直接計算出質子的質量，原則而言，可以達到任意準確性。近期完成的一次電腦計算聲稱，獲得結果準確至誤差小於4%，甚至已達誤差小於1%。但是，這聲稱可能仍具爭執性，因為計算所使用的夸克質量比實際質量還重；這意味著是倚賴外推法，將晶格從有限值外推至零，才能達到如此準確的預測結果，因此可能會造成系統誤差。很難說這些誤差已被正確控制，因為計算出的物理量是強子質量，而物理學者先前已知道這些物理量的數值了。
這些近期計算是由大型超級電腦完成。有些物理學者認為，對於核子結構的詳細描述仍舊缺乏，因為遠距離行為要求非微擾與／或數值處理。除了上述方法以外，還有一些更為概念性的方法。例如，原本由東尼‧斯科姆給出的拓扑孤立子方法、更為準確的AdS/QCD方法涉及到膠子的弦理論、像口袋模型或組分夸克模型一類在1980年代非常流行的各種量子色動力學啟發的模型:258-263:191-193、
允許粗算近似質量的量子色動力學總和守則。這些方法的準確性低於注重蠻力式計算的晶格量子色動力學方法，至今為止，尚未能達到同樣的準確性。

### 電荷半徑
根據國際組織科學與技術數據委員會2008年資料，質子的電荷半徑為0.8768(69) fm。這是從對由質子與電子形成的氫原子做實驗，測量蘭姆位移而得到的結果。2010年7月，保羅·謝勒研究院研究團隊對由質子與緲子形成的奇異原子做測量實驗，經過仔細分析蘭姆位移數據，得到方均根電荷半徑為0.84184(67) fm；與國際標準數值0.8768(69) fm相差5個標準差。2013年1月，同樣團隊發佈，更新質子電荷半徑為0.84087(39) fm；精密度是先前的1.7倍，但與國際標準數值相差7個標準差；另外，質子的磁半徑為0.87(6)飛米，與先前測量數值相同。
這問題被稱為「質子半徑之謎」。為了解答這問題，保羅·謝勒研究院研究團隊現正嘗試解釋不一致之處，並且重新檢察先前高精密度測量與複雜計算。假若沒有在測量或計算方面發現任何錯誤，則可能必須重新檢察現今世界最精密與經過最嚴格測試的量子電動力學。

## 自由質子
不與其它核子或電子結合在一起的質子稱為自由質子。雖然帶正電的質子與帶負電的電子彼此之間具有親和性，自由質子的動能必須足夠低弱，才能與電子結合在一起，成為束縛質子，因為這是一種相當低能量的相互作用。這結合動作並不會改變其質子屬性，束縛質子仍舊是質子。一個以高速度移動的質子，在通過物質時，會因為與電子和核子的相互作用而使得其速度減慢，失去其能量，直到質子的速度足夠緩慢，能夠被正常原子（不具有等離子體性質）的電子雲俘獲。這種形成分子的機制稱為「質子化」機制。在化學裡，這種分子時常會變成布朗斯特酸。
在真空裡，假設存在有自由電子，則移動速度足夠緩慢的質子可能會吸引到一個自由電子，從而形成一個中性的氫原子，具有自由基的化學性質。這種「自由氫原子」，只需要很低的能量，很容易就會與其它原子產生化學反應。假設兩個自由氫原子彼此產生反應，它們會形成中性的氫分子（H2），這是在星際空間的分子雲裡最常見的分子成分。在地球實驗室裡，氫分子是很方便的質子源，可以用於質子療法所需的加速器或任何需要將質子加速的強子粒子物理學實驗，例如大型強子對撞機。
在太空裡，傳播了星際距離的宇宙線，其成分有90%是具有高能量與高動量的自由質子。在能量方面，這些質子通常高於太陽風質子，但是在輻照度方面，它們比太陽風質子均勻很多，變化較少。太陽質子事件會強烈影響太陽風質子的製成，例如日冕物質拋射。

## 反質子
CPT對稱對於粒子與反粒子之間的相互性質給出強列約束，因此可以嚴格檢試。例如，質子與反質子所帶有的電荷必需總和為零。這個等號關係已被檢試至1/108。它們所帶有的質量必須相等，這個等號關係也已被檢試至優於1/108。對於囚禁在彭寧阱內的反質子做實驗測量電荷質量比，這個等號關係更被檢試至1/6×109。對於反質子的磁矩所產生的誤差為8×10−3核子玻爾磁子，測量數值的絕對值與質子的相等。

## 化学

### 原子序数
在化学裡，一个原子的原子核所含有的质子数量是這原子的原子序数，它决定了一个原子属於哪种元素。例如，氯的原子序数是17；这意味着每个氯原子拥有17 个质子，所有拥有17 个质子的原子都是氯原子。每種元素的化学性质跟其原子所擁有电子的数量有關。对於中性的原子而言，帶負電的电子与带正电的质子兩者数量相等，总电荷量为零。例如，中性的氯原子有17 个质子和17 个电子，而带负电的氯离子Cl−
则有17 个质子和18 个电子，总电荷量为 −1。
雖然兩個原子同属一個元素，它們未必完全相同，因为它们可能分属中子数不同的同位素，以及能级不同的核同质异能素。例如，氯有两种稳定的同位素：35
17Cl
有35 − 17 = 18 个中子，而37
17Cl
则有37 − 17 = 20 个中子。

### 氢离子

氫-1原子是最常見的氫同位素，它是由一個質子與一個電子組成，不含有中子。氫-1離子H^{+}是氫-1原子失去了它唯一的電子後的產物，它就是一個質子。在化學裡，術語質子與氫離子同義。

在化学裡，“质子”這術語指的是氢离子H+
。因为氢的原子序数是 1，氢离子不带电子，它的原子核只含有一个质子（并且它最丰沛的同位素氕 1
1H
不含中子）。质子是一个“赤裸的电荷”，其半径仅相当於氢原子半径的1/64,000，所以化学反应性极强。在液体之类的化学系统中，自由质子的生存时间很短；它会立即与任何可以利用的分子的电子云反应。在水溶液中，它形成水合氢离子H3O+；水合氢离子又进一步被水分子溶解，形成曾德爾陽離子[H5O2]+和艾根陽離子[H9O4]+之类的水合离子团簇。
在酸–碱反应中发生的氢离子H+
传递通常被称为“质子传递”；根据酸碱质子理论，可以在水溶液中提供質子的物質一般被稱為酸，可以在水溶液中吸收質子的物質一般被稱為鹼；酸、碱分别被称为质子的“給體”和“受體”。类似地，生物化学中的“质子泵”和“质子通道”之类的术语，所讨论的也是水合氢离子的运动。
将氫-2原子的电子移除得到的离子叫做氫-2离子；由於含有一個中子，氫-2离子不是质子。类似的结论对氫-3也成立。

### 质子核磁共振
在化学裡，“质子核磁共振”指的是對於在分子（主要是有机分子）裡的氫-1原子核做核磁共振观察。由於質子感受到的屏蔽效應或质子的自旋-自旋耦合，核磁共振谱會出現不同特徵，這可以用來研究樣品分子的結構。此方法的名称是指對於在化合物裡的氫-1原子核（即質子）做核磁共振檢試，并不意味着自由质子存在於該化合物。:Ch 3阿波羅月表實驗包測量太陽風發現，多過95%的太陽風粒子是電子或質子，兩者數量大約一樣：
由於太陽風譜儀具有持續測量的功能，它可以仔細觀察地球磁場怎樣影響抵達的太陽風粒子。對於月球而言，它的軌道有三分之二部分是在地球磁場以外，在這區域，通常質子密度為10至20每立方公分，大多數質子的速度在400至650公里每秒。每個月大約有五天時間，月球是在地球的地磁尾裡，在這區域裡，通常探測不到太陽風粒子。剩下時間，月球是在一種知名為磁層鞘的過渡區域，在這區域裡，地球磁場影響太陽風，但是不會完全將它隔絕，粒子通量被減低，通常質子速度為250至450公里每秒。在月球夜晚期間，譜儀被月亮遮擋，不會被太陽風吹到，因此不會測量到太陽風粒子。

## 學術研究歷史及未來研究方向
經過很長一段時期，類似氫原子的粒子參與組成了其他原子的概念才被發展出來。在1815年，英國自然神學家威廉·普勞特假設所有原子都是由氫原子構成，這是由於普勞特注意到各種氣體的密度大約為氫氣密度的整數倍數。這被稱為普勞特假設的提議啟發物理學者進一步論述，完成很多更精確的相關實驗，改善出原子量的概念，並且測得準確的原子量，也證實了普勞特的假設是不正確的。:39-421886年，德國物理學家歐根·戈爾德斯坦發現陽極射線，並且展示出它們是由氣體產生的帶正電粒子所形成。但是，因為從不同氣體產生的粒子擁有不同的電荷質量比，它們不能被歸根為單獨一種粒子，在這方面，這粒子與約瑟夫·湯姆森所發現的電子不同，從不同氣體產生的「電子」擁有相同的電荷質量比。:4
英国物理学家约瑟夫·汤姆孙發現帶負電的電子，暗示中性的原子內也應該存在一些帶正電荷的粒子，提出原子應該是一個帶正電且電荷均勻分布的圓球，而電子則像梅子分散在布丁上，並在1903年提出「梅子布丁模型」。日本物理学家長岡半太郎反對湯姆生的模型，並指出相反電荷間是無法穿透的。於是，長岡半太郎在同年獨立提出原子的準行星模型，稱為「半太郎土星模型」，帶正電子的核心在原子中間，周圍環繞著若干電子，類似土星和土星環的狀況。。長岡半太郎建議電子的軌道就像土星環，這是從蘇格蘭學者詹姆斯·馬克士威的土星環穩定理論獲得的靈感，:22-23土星環能穩定存在是因為土星質量極大。「半太郎模型」預言原子存在一個質量極大的原子核（類似極大質量的行星）。這項預測被紐西蘭物理学家欧内斯特·卢瑟福在1911年進行的粒子撞擊實驗確認。歐尼斯特·拉塞福在1911年一篇論述「拉塞福模型」的論文裡，提到了長岡半太郎的半太郎模型。半太郎模型亦預言了質子的存在，但長岡半太郎並沒有明確地説明質子的存在。直至歐尼斯特·拉塞福在1917年至1925年間以多項粒子撞擊實驗，例如使用α粒子撞擊氮原子能成功提取氫原子，証明氫原子核存在於其他更重的原子核內，質子才被主流認為確實存在。由於這重要結果，卢瑟福被認為是「質子的發現者」。最後由丹麦物理学家尼尔斯·玻尔於1913年提出更完善的「玻尔模型」，首次引入量子化的概念來研究原子內電子的運動，對於計算氫原子光譜的芮得柏公式給出理論解釋。
盧瑟福的粒子撞擊實驗研究出怎樣從α粒子與氮氣的碰撞製成氫原子核，並且找到能夠辨識與分離氫原子核射線的方法：恰當厚度的銀箔紙能夠阻擋α射線，只讓氫原子核射線通過，當這些氫原子核擊撞於硫化鋅時會產生閃爍信號，顯示出氫原子核的位置，在磁場裡，氫原子核有其特徵的軌道，藉此可以肯定其身分。盧瑟福在做實驗時注意到，當α射線入射於空氣之時，閃爍器會顯示出氫原子核抵達某特徵位置。經過多次實驗，盧瑟福追蹤到是因為空氣中的氮原子造成這現象，當α射線入射於純氮氣之時，產生的現象更為明顯，氧氣、二氧化碳、水蒸氣等等都不會造成這現象。盧瑟福推斷，氫原子核只能夠源自於氮原子，因此，氮原子肯定含有氫原子核；當α粒子撞擊於氮原子時，會從氮原子裡擊撞出一個氫原子核。這是首次被公布的核子反應。後來，於 1924年，使用雲室，證實這反應為
14N + α → 17O + p :97-98:175-176。盧瑟福已經知道氫是最簡單與質量最輕的元素。威廉·普勞特的假設對他的思維產生很大的影響。氫原子核以基礎粒子的角色存在於所有其它原子核是一個重要發現，這發現促使盧瑟福為氫原子核取了一個特別名字，因為他懷疑質量最輕的氫原子只含有一個這種粒子。他命名這新發現的基礎粒子為「proton」，這名字來自於希臘字「πρῶτον」，意思是「第一」。可是，盧瑟福也想到普勞特給出的術語「protyle」。

## 外部連結
- http://pdg.lbl.gov （页面存档备份，存于）
- http://www.cern.ch/lhc/ （页面存档备份，存于）